# Garryales
Garryales es un pequeño orden de plantas de flores que contiene tres familias y 45 géneros.
- Familia Garryaceae
  - Garrya
  - Aucuba
- Familia Eucommiaceae
  - Eucommia
- Familia Icacinaceae
  - 42 géneros

En el sistema Cronquist estaba emplazado en Cornales. 